# Ypsolopha tsugae
Ypsolopha tsugae là một loài bướm đêm thuộc họ Ypsolophidae. Loài này có ở Nhật Bản và Nga.
Sải cánh dài 10–11 mm.
Ấu trùng ăn Tsuga diversifolia và Abies sachalinensis.